# 约瑟夫·施特雷布
约瑟夫·施特雷布（德語：Josef Streb，1912年4月16日—1986年8月22日），德国男子足球运动员，场上位置是前锋。他曾代表德国国家队参加1934年国际足联世界杯，结果获得季军。他于1986年在慕尼黑去世。